# Zoltán Kósz
Pour les articles homonymes, voir Kosz.
Zoltán Kósz dit Cheeta (né le 26 novembre 1967 à Budapest) est un joueur de water-polo hongrois, qui remporte avec sa sélection le titre olympique lors des Jeux olympiques de 2000 à Sydney. Il termine également quatrième des Jeux olympiques de 1996. Il remporte par ailleurs la médaille d'argent lors des championnats du monde 1998 à Perth et plusieurs médailles, dont une médaille d'or, en coupe du monde. Il est aussi plusieurs fois médaillé au championnat d'Europe.